# Fabens, Texas
Fabens, Texas (енгл. Fabens) насељено је место без административног статуса у америчкој савезној држави Тексас.

## Демографија
По попису из 2010. године број становника је 8.257, што је 214 (2,7%) становника више него 2000. године.
| Група             | 2000.         | 2010.         |
| Белци             | 267 (3,3%)    | 240 (2,9%)    |
| Афроамериканци    | 46 (0,6%)     | 33 (0,4%)     |
| Азијати           | 2 (0,0%)      | 23 (0,3%)     |
| Хиспаноамериканци | 7.734 (96,2%) | 7.993 (96,8%) |
| Укупно            | 8.043         | 8.257         |